# Zwischen allen Fronten
Zwischen allen Fronten ist das erste Studioalbum der Band Kaltfront. Es wurde in mehreren Sessions zwischen 2008 und 2010 aufgenommen. 2011 wurden die Aufnahmen abgemischt und schließlich Ende des Jahres auf CD veröffentlicht. Die LP-Version erschien Anfang 2012.
Auf dem Album enthalten sind sowohl neue als auch neu aufgenommene alte Songs aus den achtziger Jahren. Die Band covert auch zwei Lieder anderer Bands, welche jeweils mit einem deutschen Text versehen wurden.
Das Album wurde beispielsweise vom Ox-Fanzine sehr positiv bewertet.

## Titelliste
1. Geisterstadt – 2:28
2. Von Hier bis zur Ewigkeit – 3:02
3. Klimawechsel – 2:26
4. Bevor die Schlacht beginnt – 3:06
5. Stahlbeton – 2:01
6. Frustriert – 2:50
7. Fahrstuhl zum Schafott – 3:09
8. Kaltfront – 3:06
9. Über den Rand (Wipers Cover) – 2:55
10. Weißt du wieso (The Kids Cover) – 2:34
11. Totentanz – 2:39
12. Wie ein Fremder – 3:12
13. Weiße Maske – 3:20
14. Keine Tränen – 2:34
15. Der neue Tag beginnt – 3:30
16. Von Hier bis zur Ewigkeit (Country Version) (Bonustrack) – 3:53

Die LP-Version des Albums beinhaltet dieselben Lieder, jedoch in einer leicht abgeänderten Reihenfolge.